# Trachea leucodonta
Trachea leucodonta là một loài bướm đêm trong họ Noctuidae.